# Iuticosaurus
Genre
Espèce
Iuticosaurus (« lézard des Jutes ») est un genre de titanosaure du Crétacé inférieur retrouvé sur le territoire de l'Île de Wight. Sa taille est estimée à environ 15 m à 20 m de long.

## Histoire
En 1887, Richard Lydekker décrit deux queues de sauropodes (BMNH R146a et BMNH 151) trouvées par William Darwin Fox près de Brook (Île de Wight) (en). Il les classe dans le genre Ornithopsis bien qu'il indique leurs similarités avec celui des titanosaures.
Lisant la publication à la Société géologique de Londres, le classement de Lydekker est critiqué par Harry Govier Seeley et John Hulke, ce qu'il prendra en compte en reclassifiant les échantillons en 1888.
En 1929, Friedrich von Huene désigne les taxons comme espèces entières. Le premier devient Titanosaurus valdensis, le nom spécifique référant à Wealden. Le second est nommé Titanosaurus lydekkeri, avec un nom spécifique donné en l'honneur de Lydekker. De nos jours, les deux noms spécifiques se disent Titanosaurus valdensis et Titanosaurus lydekkeri.
En 1993, Jean Le Loeuff analyse de nouveau les échantillons et établit le genre Iuticosaurus, le nom générique référant aux Jutes qui habitaient l'île à partir du Ve siècle. Il fait de Iuticosaurus valdensis l'espèce-type et sélectionne BMNH 151 comme lectotype. Il classe un autre échantillon, BMNH R 1886, à ce genre. Il considère le Iuticosaurus lydekkeri comme nomen dubium, alors que d'autres chercheurs considèrent que c'est aussi le cas de Iuticosaurus valdensis.

## Échantillons
Iuticosaurus valdensis a été retrouvé dans la formation géologique Wessex (en) alors que Iuticosaurus lydekkeri a été retrouvé dans la formation Upper Greensand (en).